# Pastorale voor hobo, harp en strijkers
Pastorale voor hobo, harp en strijkers opus 38 is een compositie van de Amerikaanse componist Howard Hanson uit 1948-1949.
Deze pastorale is opgedragen aan zijn vrouw Margaret Elizabeth Nelson, met wie hij in 1946 trouwde. Een soloconcert met begeleiding door harp en strijkers is een combinatie die Hanson vaker gebruikte. Voor zijn orgelconcert gebruikte hij die combinatie al eens en ook in de Serenade voor fluit, harp en strijkers ondersteunt de harp de strijkerssectie.
De Pastorale duurt ongeveer 8 minuten, waarbij de solist (de hoboïst) in een warm bed van strijkersklanken wordt verwend. Alhoewel zonder meer 20e-eeuws, doet de muziek romantisch aan. Het origineel was voor hobo en piano, maar aangepast naar deze vorm voor het Philadelphia Orchestra van Eugene Ormandy.

## Trivia
- Vaak wordt de titel gebruikt zonder de vermelding van het opusnummer.

## Bron en discografie
- Uitgave Naxos; het Philadelphia Virtuosi Kamer Orkest o.l.v. Daniel Spalding; solist Jonathan Blumenfeld;
- Uitgave Delos International: Seattle Symphony o.l.v. Gerard Schwarz; solist Randall Ellis.